# Németh Róbert (grafikus)
Németh Róbert (Budapest, 1975. december 28. –) magyar grafikusművész.
1997-ben felvették az egri Eszterházy Károly Tanárképző Főiskolára. 1999–től járt a Magyar Képzőművészeti Egyetemre, ahol 2005-ben diplomázott képgrafika szakon.
Jelenleg a Magyar Képzőművészeti Egyetemen DLA-hallgató, levelező tagozaton. Oktató volt a THÉBA Művészeti Akadémián.

## Tagságok
- 2002 Magyar Grafikusművészek Szövetsége
- 2005 Magyar Alkotóművészek Országos Szövetsége, Magyar Rézkarcolók és Litográfusok Szövetsége.
- 2006 Helikon Művészeti Egyesület

## Díjak
- 2002 Barcsay különdíj
- 2003 Erasmus ösztöndíj, Valencia

## Egyéni kiállítások
- 2001 Budapest, Alma Galéria
- 2002 Budapest, Tempus közalapítvány
- 2005 Budapest, Rózsa Művelődési ház
- 2005 Budapest, Grand Café, Oktogon
- 2006 Budapest, Kispesti Vígadó Galéria
- 2006 Prága, Magyar Kulturális Intézet
- 2006 Budapest, Multicont Galéria
- 2007 Budapest, Galéria IX
- 2007 Budapest, Nagy Balogh János Kiállítóterem
- 2008 Budapest, Magyar Képzőművészeti Egyetem, Epreskert, Parthenon-fríz terem